# Jule Dallmann
Jule Dallmann (* 18. Februar 1998 in Dinslaken) ist eine deutsche Fußballspielerin. Ihre Zwillingsschwester Pauline ist ebenso wie ihre ältere Schwester Linda ebenfalls Fußballspielerin.

## Karriere

### Vereine
Dallmann begann beim STV Hünxe mit dem Fußballspielen und gelangte über die Zwischenstation PSV Wesel-Lackhausen in die Jugendabteilung der SGS Essen. Mit Essens B-Juniorinnen trat sie ab der Spielzeit 2012/13 in der B-Juniorinnen-Bundesliga an und erreichte mit ihnen 2013/14 das Halbfinale der deutschen Meisterschaft. Im Sommer 2014 wechselte sie gemeinsam mit ihrer Zwillingsschwester zum 1. FFC Frankfurt, für dessen B-Juniorinnen sie ebenfalls spielte. Von 2015 bis 2018 spielte sie für Borussia Mönchengladbach, in der Saison 2016/17 in der Bundesliga. In dieser Spielklasse bestritt sie 20 Punktspiele und debütierte am 4. September 2016 (1. Spieltag) bei der 0:8-Niederlage im Auswärtsspiel gegen den 1. FFC Frankfurt.
Von 2018 bis 2020 gehörte sie der SGS Essen in der Bundesliga an, kam jedoch in nur acht Saisonspielen zum Einsatz.
Im Jahr 2020 begab sie sich mit ihrer Schwester Pauline nach Kleve zum dort ansässigen VfR Warbeyen, der in seine erste Drittligasaison ging.

### Nationalmannschaft
Dallmann bestritt 2013 zwei Länderspiele für die U15-Nationalmannschaft und kam 2014 einmal für die U16-Nationalmannschaft zum Einsatz. 2015 gehörte sie zum Kader der U17-Nationalmannschaft für die Jahrgangseuropameisterschaft auf Island. Dallmann kam am 22. Juni im ersten Spiel der Gruppe A beim 5:0-Sieg über die U17-Nationalmannschaft Islands in Grindavík zu ihrem einzigen Turnierspiel, in dem sie mit dem Treffer zum 4:0 in der 70. Minute ein Tor erzielte.

## Erfolge
Nationalmannschaft
- Halbfinalist U17-Europameisterschaft 2015

Verein
- Zweiter 2. Bundesliga Süd 2016 und Aufstieg in die Bundesliga